# Martim Costa
 Martim Mota da Costa (27 de setembro de 2002) é um andebolista português do Sporting CP e da seleção portuguesa.
Martim Costa começou a jogar andebol no Colégio dos Carvalhos, uma escola privada a sul do Porto juntamente com o seu irmão, Francisco Costa.
Em 2017, mudou-se para as camadas jovens do FC Porto. Entre 2018 e 2020 foi emprestado ao FC Gaia, equipa da sua cidade natal. Na sua primeira temporada conquistou a segunda divisão portuguesa, marcando 227 golos em 30 jogos e foi promovido ao Andebol 1. Na sua segunda temporada, a primeira na primeira divisão, marcou 225 golos em 26 partidas.
Depois de uma época no Porto, ingressou no Sporting CP, que era treinado pelo seu pai, Ricardo Costa. O seu irmão também jogou no clube. Já no Sporting, Martim Costa conquistou a Taça de Portugal em 2022, 2023 e 2024 e a Supertaça de Portugal em 2023, além do campeonato português em 2024.

### Seleção nacional
Martim Costa estreou-se pela seleção portuguesa na partida de qualificação para a Taça do Mundo, contra os Países Baixosa. Depois de perder o jogo em casa por 30:33, Martim Costa levou sua equipa à vitória por 35:28, marcando 10 golos e garantindo a classificação. O seu irmão estreou-se na mesma partida.
O seu primeiro grande torneio internacional foi o Campeonato Mundial de Andebol Masculino de 2023, onde Portugal terminou em 13º lugar.
No Campeonato Europeu de Andebol Masculino de 2024 Martim costa foi o melhor marcador, ex aequo com o dinamarquês Mathias Gidsel, com 54 golos.
No Campeonato do Mundo de 2025, ele marcou o golo da vitória sobre a Alemanha, quando faltavam somente 5 segundos para o fim da prolongamento, levando Portugal à sua primeira semifinal de Campeonato do Mundo.

## Honras
Porto
- Liga Portuguesa
  - Campeão: 2020–21
- Taça de Portugal
  - Vencedor: 2020–21

Sporting CP
- Liga Portuguesa
  - Campeão: 2023–24
- Taça de Portugal
  - Vencedor: 2021–22, 2022–23, 2023–24
- Supertaça de Portugal
  - Vencedor: 2023, 2024

## Prémios individuais
- Lateral direito All-Star do Campeonato Mundial Juniores: 2019[6]
- Lateral esquerdo All-Star do Campeonato Europeu Sub-20: 2022[7]
- Lateral esquerdo All-Star do Campeonato Europeu: 2024[8]
- Melhor marcador do Campeonato Europeu: 2024 (54 golos)

## Vida pessoal
Martim Costa é irmão mais velho do jogador de andebol Francisco Costa. O seu pai, Ricardo Costa, é ex-jogador de andebol e treinador do Sporting CP.